# Villanova del Battista
Pour les articles homonymes, voir Villanova et Battista.
Villanova del Battista est une commune italienne de la province d'Avellino, dans la région Campanie.
L'église de Santa Maria Assunta, dans le centre du village, a conservé des tableaux du XVIIe siècle de l'école de Luca Giordano, bien qu'elle ait été détruite, puis reconstruite plusieurs fois après les tremblements de terre de 1930 et de 1980.

## Administration
| Période                                  | Période | Identité | Étiquette | Qualité |
| ---------------------------------------- | ------- | -------- | --------- | ------- |
|                                          |         |          |           |         |
| Les données manquantes sont à compléter. |         |          |           |         |

### Communes limitrophes
Ariano Irpino, Flumeri, Zungoli